# Abbaye de Juvigny
L'abbaye de Juvigny ou abbaye Sainte-Scholastique, aujourd'hui disparue, se situait dans une boucle de la Loison, aux confins de la forêt de Woëvre, aux limites des terres du Saint-Empire romain et du royaume de France, entre les villes de Montmédy, Stenay et Damvillers, sur l'actuelle commune de Juvigny-sur-Loison (actuels département de la Meuse et région du Grand Est).

## Histoire
L'abbaye de moniales aurait été fondée en 874 par la reine Richilde et son époux, Charles II le Chauve, petit-fils de Charlemagne. Y furent alors déposées les reliques de sainte Scolastique, vénérée comme étant sœur de saint Benoît de Nursie.
Vendue comme bien national lors de la Révolution française, elle a été détruite au début du XIXe siècle.

## Vestiges
De cette belle abbaye de femmes, il ne subsiste plus que quelques vestiges aujourd'hui : ainsi restent l'hôpital (1629) qui abritait une pharmacie, la grande maison des Prévôts, la maison des Chapelains (1634), la brasserie, la vacherie, le moulin (avec ses niches à coquille contenant naguère les statues de la Vierge à l'enfant, saint Benoît et sainte Scholastique), ainsi que plusieurs puits et caves, et, totalement intact sur une trentaine de mètres, le mur de clôture crénelé, haut de 6 mètres, qui entourait toute l'abbaye, et dont la souche, importante, existe encore partout ailleurs, même quand il a été considérablement détruit.

## Liste des abbesses
Quarante abbesses, au moins, auraient présidé, à travers les siècles, aux destinées de Juvigny-les-Dames : une tradition du couvent prétendait que la première abbesse aurait été la reine Richilde elle-même… ou Bertrande venue du monastère Sainte-Aure de Paris. On ignore le nom des abbesses des deux premiers siècles après la fondation. Cependant Walburge ou Galburge (1086-1106) est le premier nom mentionné dans les actes avec certitude. Puis suivirent, citées au hasard des années et des documents :
- Hadwide (1124-1139)
- Judith (1150),
- Gerberge (1174),
- Ide de Chiny (1187),
- Hadwide II de Chiny (1206),
- Marguerite I d'Âpremont (1259-1271),
- Ide des Wales (1279-1286),
- Agnès de Montquintin (1299-1327),
- Helwide ou Hadwide de Prény (1342-1347),
- Marguerite II de Bazeilles (1350-1370),
- Égidia ou Gillette de Chappez (1390-1396),
- Jeanne de Pins (1396),
- Jeanne II de Nanteuil (1398),
- Gillette II de Chappes ou Chappy (1402),
- Marguerite III de Laval (1406-1430),
- Hawis de Sampigny (1446-1447),
- Marie de Ville (1482),
- Catherine d'Espinal (1491-1495),
- Alix de Dommartin (1505-1520) également abbesse de Sainte-Glossinde à Metz,
- Renée de Blandin ou Blandry (1520),
- Anne d'Âpremont (1522-1531),

Dans ruines du monastère, une partie seulement de la dalle funéraire de cette abbesse a été découverte : cette pierre tombale brisée représentait une abbesse avec diverses armoiries et portait ce reste d'inscription en minuscules gothiques :
« dame Anne [ab]besse. mil D XXXll ».
Dans l’église Saint-Maur de Verdun pouvait se lire :
« En ce lieu gist le cœur de Révérende Dame Anne d’Aspremont jadis abbesse de Juvigny, de laquelle le corps repose dans l’église dudit lieu, et trespassa le 18 de Juillet 1532. Priez Dieu pour elle. »
- Catherine de Failly (1531-1567),
- Françoise de Failly (1567),
- Anne de Failly (1588),
- Nicole de Lenoncourt (1588-1594),
- Catherine III de Lenoncourt (1594-1608),
- Scholastique-Gabrielle de Livron-Bourbonne (1608-1662),

"Son corps fut porté dans un caveau au-dessous de l’autel du chœur." Son épitaphe gravée sur sa tombe, dalle de marbre noir et lettres d’or :
« Icy gît, Madame Scholastique Gabrielle de Livron, Abbesse, Réparatrice & Réformatrice de cette Abbaye. Elle fut illustre par sa naissance, admirable par la grandeur de son cœur, incomparable par la force de son esprit ; éclatante par ses vertus : Elle bâtit cette maison, elle la réforma, elle l’établit dans l’heureux état où elle est. Elle fut soixante-deux ans Religieuse, cinquante-quatre ans Abbesse, soixante & dix-sept ans en vie, qu’elle quitta le neuvième de juin 1662. Elle vivra éternellement dans la pompe de ses ouvrages, la mémoire de sa sainteté, la reconnaissance de ses filles, la possession de la Gloire.
En l’année 1670. Madame Gabrielle Marie de Livron Bourbonne, Dame & Abbesse de ce lieu, nièce & succestrice de cette insigne défunte, pour marque à perpétuité de ce qu’elle doit à sa mémoire, a fait poser cette sépulture. »
- Catherine-Gabrielle-Marie de Livron (1662-1705),

dont une ancienne épitaphe (inscrite sur une pierre tombale de 2,30 m x 1,15 m, avec armoiries en chef) rappelait la mémoire :
« Ycy gyst le corps de très illustre dame, Madame Gabrielle Marie de Livron, très digne abbesse de cette abbaye. Toujours attentive à ses devoirs, elle fut un modèle avéré de prudence et de sagesse par la conduite, d’exactitude pour l’observance régulière, de douceur et d’affabilité pour ses sœurs, de charité envers les pauvres, et d’un désintéressement parfait en la réception des filles pour être religieuses. Elle décéda le 24 février l’an 1706, âgée de 72 ans, après 56 ans de religion et 43 de gouvernement. Dieu aie [sic] son âme. »
- Louise-Gabrielle de Livron (1705-1711),
- Alexis-Madeleine de Vassinhac-Imécourt (1711-1777),

Dans la chapelle du château de Louppy peut encore se lire sur une dalle de marbre noir :
« Ici repose le corps de très illustre Dame Alexis-Magdelaine de Vassinhac-Imécourt L’une des plus dignes Abbesses de cette Abbaye. Née le 26 avril 1686, Élue le 18 février 1711, après 8 ans de profession. Humble de cœur, mais grande et majestueuse dans ses œuvres, elle illustra le cours de sa vie par l’observance inviolable de sa Règle, par une charité compatissante et sans borne et par la pratique de toutes les vertus. Après avoir gouverné 66 ans cette Maison dont elle possédait tous les cœurs, elle s’est réunie à Dieu pour partager la gloire de ses saints, le 17 juillet 1777, jour de saint Alexis, son patron, âgée de 91 ans. Resquiescat in pace. Dame Marie-Louise-Victoire de Vassinhac-Imécourt, sa sœur, élue coadjutrice, le 20 septembre 1772, lui a succédé et a fait poser cette tombe. »
- Marie-Louise-Victoire de Vassinhac-Imécourt (1777-1793) morte au château d'Imécourt le 19 août 1807, âgée de 86 ans.

Sur un contrefort de l'ancienne église de ce village avait été scellée une plaque de marbre noire avec cette inscription funéraire :
« Ici reposent Mme Louise de Vassinhac d'Imécourt, abbesse de l'abbaye royale de Juvigny près Montmédy, décédée le 19 août 1807, âgée de 86 ans. Mme Élisabeth de Vassinhac d'Imécourt, religieuse de la même abbaye, décédée le 22 mai 1802, âgée de 86 ans. Mme Antoinette Desancherin, religieuse de la même abbaye, décédée le 5 mai 1816, âgée de 40 ans. Forcées par la Révolution Française d'abandonner la susdite abbaye, elles vinrent avec plusieurs compagnes se réfugier dans le château d'Imécourt, ancienne habitation de leur famille où elles finirent leurs jours. Elles jouirent pendant leur vie de l'attachement et du respect de ceux qui les approchoient, conservèrent dans leur retraite la vénération qu'on doit à la vertu malheureuse, et emportèrent les regrets de leur famille et de tous ceux qui les avoient connues. Requiescant in pace.»
À cela s'ajoutent les noms de quelques prieures claustrales :
- Charlotte de Lenoncourt (1609),
- Nicolle d'Orey (1610),
- Barbe de Renesson (1627),
- Alexis-Anne de Herbemont (1665)

## Juvigny se thélémise à la Renaissance
Située non loin de Sedan, principauté acquise aux idées de la Réforme, et si proche de Jametz, petite place forte calviniste qualifiée de "boulevard du Protestantisme", l'abbaye de Juvigny, tout comme l'insigne église voisine d'Avioth, aura à souffrir des ravages et saccages des huguenots et des troubles des guerres de Religion, église abbatiale profanée et vandalisée, bâtiments monastiques dévastés. La communauté des Dames de Juvigny se montre alors bien chancelante, au temporel comme au spirituel. Si bien qu'à la fin du XVIe siècle et tout au début du XVIIe, les mœurs s'étaient complètement relâchées : la clôture avait totalement disparu : "cette Maison n'avait pour garde que la vigilance des domestiques"... et chaque moniale vivait dans sa demeure ou ses appartements en complète indépendance. Les vœux de pauvreté, chasteté et obéissance n'étaient plus que formels : les religieuses "n'aimant plus la retraite, la solitude et le silence," recevaient les gens du monde assez librement. "Chacune avait son ménage et sa servante et s'entretenait comme il lui plaisait", disposant de l'argent de sa prébende et de la pension de ses parents à sa guise. Quant à l'obéissance, c'était une sorte de politesse et de bienséance, et les nobles moniales "la pratiquaient en demandant la permission à madame l'abbesse d'aller à la campagne quand elles voulaient prendre l'air" ! Ainsi, chacune vivant en "honnête demoiselle", "à peine étaient-elles religieuses hors du chœur... et, par un mélange étonnant, elles avaient les vœux de la religion et l'indépendance du monde."
Il semblerait qu’au XVIe siècle (et sans doute avant ?) les nobles dames de Juvigny aient oublié les grands préceptes bénédictins pour mener une existence plus en accord avec les idées nouvelles qui se diffusaient : une communauté réduite et choisie de 15 ou 16 dames de qualité y avait inventé un art de vie hédoniste et plutôt très libre. Ces quelques filles de l’aristocratie profitaient de conditions idéales pour vivre leur célibat sans trop se préoccuper des principes d’une religion qui devenait, pour elles, de moins en moins contraignante. Les moniales d’alors (qui ne devaient guère se distinguer des femmes du siècle sur le plan vestimentaire) s’épanouirent dans une qualité de vie enviable en cultivant, avec un certain bonheur, les plaisirs et les agréments de la convivialité (invitant parents et amies ou autre aimable compagnie), appréciant les joies de l’indépendance, évoluant dans une certaine aisance matérielle et manifestant du goût pour un bien terrestre confort. Dans un monde, en proie à la folie, où tout craquait et devenait incertain, plein de bouleversements politiques, idéologiques, civils et religieux, et malgré d’inévitables guerres et pillages, l'abbaye avait tout de l’agréable séjour d’une maison des champs, plutôt tranquille, où il faisait bon vivre… bien qu’il y ait eu là « la tentation avec l’occasion du désordre et la difficulté de vivre saintement parmy les dangers de se perdre ! » Il est donc compréhensible que des moniales attachées à leurs nouveaux privilèges les aient ardemment défendus, ne voulant point changer ces douces habitudes.

## Le grand siècle de Louis XIII
À peine élue abbesse en 1608, à l'âge de 22 ans, Madame de Livron-Bourbonne réforme et construit, restaurant à la fois l'ordre et les bâtiments.
Les « anciennes religieuses, accoutumées au plaisir d'une vie fort libre », l'avaient élue en pensant que son autorité serait moindre puisque « elle était jeune et sans expérience ». Mais elles déchantèrent devant sa détermination : « le changement était pour elles quelque chose de violent » ! Ce qui n'alla pas sans défiance, fronde, lutte, révolte et procès. Et deux ou trois « créatures » -dont la Prieure- , « incorrigibles », furent bannies et définitivement exclues « par ordre de la Cour de Rome ». En 1629, toutes les religieuses, soumises, prenaient l'habit, et, en 1630, les Constitutions (règlements) étaient adoptées.
« Cependant elle faisait bâtir sans discontinuer et elle préparait des appartements pour servir à la Réforme, mais si beaux, si agréables en leur diversité, si solides en leur construction, si étendus en leur longueur, si élevés en leur hauteur, si commodes en leur usage, si magnifiques en leur apparence qu'on ne les peut voir sans admiration et sans être persuadés qu'il a fallu des sommes immenses pour en venir à bout. Ils sont composés de 12 grands corps de logis couverts d'ardoise et d'autres moindres couverts de tuiles : il y a des logements pour l'abbesse, pour les religieuses du chœur, pour les novices, pour les sœurs converses, pour les pensionnaires, pour les malades... Elle n'oublia pas le logement des hôtes, des chapelains, des receveurs, des domestiques... » Toute l'abbaye est clôturée et « les murailles qui l'environnent sont de 22 pieds hors de terre, fortifiées comme une citadelle. »
Tout était achevé -temporel et spirituel - en 1634, et la guerre de 30 ans allait dévaster la Lorraine.

## Scholastique-Gabrielle de Livron-Bourbonne
À une époque où rares étaient les femmes qui pouvaient échapper à leur condition, Gabrielle de Livron-Bourbonne se choisit un destin digne des vies de saints, transformant sa vie non pas en roman ou en épopée, comme Madame de Saint-Baslemont, mais en légende "digne d'être lue" ou racontée à l'ombre des cloîtres.

## le Calendrier de Madame de Juvigny
1562. Massacre des protestants à Wassy.
1567. Ravages de Saint-Mihiel, Rembercourt, Lisle-en-Barrois par les protestants.
1568. Les huguenots iconoclastes à Avioth détruisent les grandes statues des portails (?).
1572 : 24 août. Massacre de la Saint-Barthélemy et début d’une longue guerre civile en France.
1574 : 30 mai. Mort de Charles IX, à 23 ans. Henri III lui succède.
1585 : 12 septembre. Naissance de Gabrielle de Livron-Bourbonne.
1587 : 15 avril. Venu de Verdun, Africain d’Haussonville, avec 200 arquebusiers, est sévèrement battu à Ornes par Robert de Schélandre et ses Huguenots de Jametz, qui pillent, saccagent et rançonnent toute la région depuis des années…
1587 : 24 mai. … Le Ligueur essuie un nouvel échec sous les murs de Jametz.
1588 : 19 janvier. Venu par Stenay, ce même d’Haussonville s’installe à Juvigny (l’abbatiale aurait alors servi d’écurie), Louppy les 2 châteaux et Remoiville…
1588-1589. … et, avec 3 000 fantassins et 800 cavaliers, assiège la ville calviniste de Jametz qui se rend le 29 décembre. Quant au château, fortifié par Jean Errard et défendu par ce même de Schélandre, il ne se rendra que le 29 juillet suivant.
1589 : 1er août. Mort d’Henri III, à 37 ans, assassiné par un moine ligueur fanatique.
1590. Gabrielle de Livron, chanoinesse à Épinal, chez sa tante Yolande de Bassompierre.
1591 et 1592. Turenne prend par surprise d’abord Stenay, puis, un an plus tard, Dun : ces 2 villes seront restituées aux Lorrains, une fois la paix signée, au début de 1596.
1599 : 13 novembre. Le cardinal de Lorraine approuve la Règle de saint Benoît modifiée par Madame de Lenoncourt (première tentative de Réforme au Monastère de Juvigny).
1601 : 9 octobre. Gabrielle de Livron entre comme novice à l’abbaye de Juvigny où "les dames du monastère, quoique vivant en séculières, faisaient encore des vœux selon l’ancien usage."
1602 : 9 octobre. Gabrielle de Livron devient moniale à Juvigny.
1607-1632. Simon II de Pouilly, gouverneur de Stenay, se fait alors construire, par les maçons employés aux fortifications, la magnifique demeure de Louppy.
1608 : 16 avril. Gabrielle de Livron, élue abbesse de Juvigny.
1608 : 14 juin. Ayant obtenu une dispense d’âge de Rome, elle prend possession de l’abbaye.
1608 : 27 août. Bénédiction de la nouvelle abbesse, à Bourbonne, par Mgr Guillaume Simonin Archevêque de Corinthe et abbé du monastère bénédictin Saint-Vincent de Besançon. L’acte de bénédiction sera publié à Juvigny le 9 septembre.
1608-1632. Construction de la citadelle de Stenay, "une des plus belles et des plus régulières de la frontière."
1609 : 26 mai. À la demande de Madame de Livron, une bulle de Rome permet la réconciliation de l’abbatiale et de ses autels.
1610 : 14 mai. Mort d’Henri IV, à 56 ans, assassiné par un catholique fanatique.
1616. La Règle mitigée est modifiée par Madame de Livron-Bourbonne, avec l’accord de l’Archevêque de Trêves, car, "dans la Maison de Juvigny," l’esprit de saint Benoît "était presque éteint"… d’où la "persécution excitée par les religieuses qui ne voulaient point de la Réforme" … et les procès de parents contre l’abbesse qui "allait fermer un asile ouvert aux familles incommodées et ôter une retraite douce et honnête aux filles de qualité, faibles et délicates…" plaidant que "son zèle devait passer plutôt pour un trouble du repos public que pour un mouvement de piété solide et véritable…" et que, si elle "avait tant d’inclination pour la sévérité, [elle] la pouvait pratiquer entre Dieu et elle, sans incommoder celles qui n’avaient pas un pareil mouvement !"
1620. Bréviaire monastique adopté ainsi que des articles supplémentaires à la Règle mitigée.
1624 : 25 septembre. Acte de promesse de clôture signé par toutes les religieuses : on installe dans l’abbaye grilles et doubles portes pour s’isoler du siècle !
1629. L’hôpital de l’abbaye est construit ainsi que la grande muraille de clôture qui entoure tout le monastère. Les grands travaux, commencés vers 1610 (?), s’achèvent…
1629 : 1er décembre. Dom Laurent de La Roche, abbé d’Orval, bénit tous les lieux réguliers.
1629 : 2 décembre. Changement d’habit et de nom pour les religieuses : Gabrielle de Livron s’appellera désormais Scholastique.
1630. Les Règlements et Constitutions sont adoptés. Madame de Livron fait fondre sa vaisselle d’argent pour la convertir en vases d’église.
1632. Louis XIII, à Liverdun, contraint le duc Charles IV de Lorraine à signer un traité donnant, pour 4 ans à la France, les places fortes, toutes proches, de Dun, Jametz et Stenay, ville qui sera occupée (pour toujours) par les Français…avec, comme 1er gouverneur, le comte de Lambertye, puis, en 1634, le comte de Charost.
1633. C’est vers cette époque qu’est achetée, à Stenay, une maison à usage de refuge. "Elle y fit mettre des grilles et des tours" et "préparer une chapelle pour célébrer le divin office."
1634. La Maison des Chapelains est achevée, après la construction de la grande Maison des Prévôts.
1635. "Irruption des Cravates, des Suédois, Allemands, Polonais qui désolèrent le pays et firent des ravages épouvantables sur les frontières où est située l’abbaye de Juvigny."
L’an de contagion 1635 : les enfants d’Allamont, âgés de 2, 3, 4 ou 5 ans, enterrés à Avioth. 17 août : Simon II de Pouilly meurt de la peste, à 73 ans, en son château tout neuf de Louppy.
1635 : 9 décembre. "Le lendemain de la fête de l'Immaculée Conception de Notre Dame, ayant eu avis de la proximité des gens de guerre," les moniales quittent Juvigny et se réfugient à Stenay. Madame de Livron retourne le jour-même à son abbaye dont la basse-cour est déjà envahie par les troupes du Prince François, qui se retirent à son arrivée. Elle demeura dès lors sur place, assurant seule la garde de son monastère. "Ainsi elle allait souvent de Juvigny à Stenay, afin de pourvoir aux nécessités de ses filles…"
1636. …"Elle continua d’en user de la sorte excepté les 6 mois que le colonel Forcats, Allemand de nation, fut en garnison dans le bourg et dans la basse-cour avec ses troupes. La bienséance l’empêcha d’y rester dans ce temps-là, quoique ce colonel la prévînt de mille civilités et qu’il conservât sa maison avec tant d’ordre que l’on n’y fit nul dégât, ce qui obligea sensiblement la généreuse abbesse, & pour en marquer sa reconnaissance elle lui envoya 50 pistoles le jour qu’il décampa." Apitoyée par les grands malheurs qui s’abattent sur la région, Madame de Juvigny secourt les miséreux, délivre des prisonniers, protège ses familiers et "ses pauvres vassaux."
1636 : 17 avril. Mort de Françoise-Gabrielle de Livron, à 17 ans, religieuse au monastère de Juvigny.
1636. Les Croates pillent l’abbaye et le village de Brieulles, ainsi que Dannevoux et Bethincourt… Les Hongrois incendient Hannonville.
1637. Hiver très rude et gelées tardives.
1637 : juillet-octobre. Sur les ordres de Louis XIII, le maréchal de Châtillon, avec 10 000 soldats, et de Bellefonds avec 3 000 hommes, 1 200 cavaliers nettoient la région : prises de la tour de Vilosnes, de l’église-forte de Sivry, des châteaux d’Inor et de Brouennes.
1637 : 25 juillet. Après 50 à 60 coups de canon, le vieux château-fort de Louppy capitule : une fois pris, il sera rasé ; il n’est pas dit si le beau château moderne, à moins de 100 mètres de là, eut à en souffrir ?
1637 : 26 juillet. Prise de la forteresse de Chauvency, qui est également rasée.
1637 : 28 juillet. Prise de Tassigny.
1637 : 2 août. L’abbaye d’Orval pillée et incendiée par les troupes du maréchal de Châtillon.
1637 : 13 août. Prise d'Yvoix-Carignan, qui sera reprise et totalement anéantie en 1639.
1637 : 14 septembre-24 octobre. Siège de Damvillers par 3 000 hommes et saccage de tous les villages environnants. La place, une des meilleures du Luxembourg, était environnée de marais et marécages, malheureusement asséchés par la grande chaleur de cet automne-là, ce qui facilita son investissement.
1639. 1650. 1653. Sièges de Mouzon, ville prise et reprise, qui finalement devient française.
1640 : 14 août. "Après avoir demeuré 4 ans et ½ dans la maison de refuge de Stenay et la guerre ne cessant pas," Madame retourne avec sa communauté de religieuses à Juvigny.
1641. Traité de Saint-Germain : le duc de Lorraine, Charles IV, cède à la France Clermont, Jametz, Dun et Stenay (ces 3 dernières villes situées en lisière d’Argonne seront données en apanage à Condé en 1648, ainsi que tout le Clermontois). L’abbaye en faisait partie et le village prendra parfois le nom de Juvigny en Clermontois.
1642 : 10 février. Louis XIII écrit au maréchal de la Guiche de « raser entièrement et de fond en comble tout ce qu’il y a de fortifié audit-lieu de Dun. »
1642 : 4 décembre. Mort de Richelieu, à 57 ans.
1643 : 14 mai. Mort de Louis XIII, à 41 ans.
1649. Madame de Juvigny prend comme coadjutrice sa nièce, la fille de son frère Charles, Catherine-Marie de Livron, âgée de 16 ans.
1650. La Fronde en France. Charles IV de Lorraine s’allie alors aux Espagnols et aux Princes révoltés.
1654 : 28 juin. Début des 32 jours de siège de Stenay qui sera reprise par Louis XIV à Condé, révolté de la Fronde. Vauban fait là ses premières armes.
1655 : Prise de Marville, par les Français qui en raseront les fortifications.
1657 : 11 juin-6 août. En présence de Louis XIV et Mazarin, siège et prise de Montmédy-en-Luxembourg, défendue par Jean d'Allamont.
1659. Traité des Pyrénées : Montmédy et toute sa région deviennent françaises.
1661. 9 mars. Mort de Mazarin, à 58 ans. Prise de pouvoir par Louis XIV, le lendemain, à 22 ans.
1662 : 9 juin. Mort de Madame de Juvigny, Scholastique-Gabrielle de Livron-Bourbonne.

## L’abbaye dans les malheurs du temps
À peine venait-elle d’être construite que l’abbaye allait se retrouver plongée dans la tourmente durant "25 années de guerre".
Si parfois il y a plus de peur que de mal, car en temps d’occupation, le pire est toujours à craindre… Ainsi, jamais il n’y eut plus de panique à l’abbaye… "qu’au passage des troupes commandées par Monsieur de Hem, Allemand de nation… Il y avait 6 mois que l’on était menacé de cette armée que l’on appréhendait comme si elle eut été composée de démons, à cause des nations différentes et des hérétiques qui s’y trouvèrent en grand nombre ! … Elles arrivèrent à Juvigny inopinément à 9 heures du soir au mois de novembre, …dans le temps que tout le monde s’y attendait le moins," causant "une telle surprise et beaucoup de trouble, les religieuses n’étant pas exemptes de la frayeur publique !"… Madame de Livron, alors, "envoya faire un compliment au général… qui reçut la civilité de cette Dame avec toute l’honnêteté imaginable. Il lui fit excuse de son logement, disant que les guides l’avaient trompé et qu’il n’avait point eu dessein de loger à Juvigny… Et, pour faire voir qu’[il] agissait de bonne foi, il se retira dès les 6 heures du matin, quoique il plût en abondance."
En d’autres circonstances, la brutalité et les exactions des militaires risquent alors de provoquer d’irrémédiables catastrophes : "Un autre gentilhomme de son voisinage, qui était capitaine d’une compagnie de Croates," se vengea d’un accident survenu sur place à quelques-uns de ses soldats et "tira le pistolet dans la grille de son cabinet, dont elle évita le coup en se mettant à l’écart. Il lui fit payer 500 écus pour le dédommagement de ce que les intéressés avaient perdu, et tira par écrit une promesse d’une pareille somme, et tout cela l’épée à la main, et avec menaces de mettre le feu à l’abbaye. Il fit mettre son confesseur en prison et un prêtre de sa paroisse, par 2 diverses fois. Il maltraita tous ses domestiques"… et, pour finir, fit piller son abbatiale, où se trouvaient les objets du culte les plus précieux ! Alors Madame de Livron "supplia Madame la Princesse de Falcebourg d’user de son autorité pour arrêter les violences de ce méchant voisin, qui durèrent longtemps"…
"Cent fois les armées amies et ennemies ont passé sous les murailles de Juvigny … On a pris Stenay et Montmédy à sa porte après des sièges obstinés pendant plusieurs mois"… Et, armées alliées ou armées d’invasion, pour les habitants de la région, le résultat est toujours le même : "Plus de 400 000 hommes de guerre ont passé à Juvigny de son temps : ils perdirent toutes ses moissons, ils enlevèrent tous ses troupeaux, et lui causèrent des pertes inconcevables… toutes ses terres étaient ruinées, ses rentes perdues, et, [comme] il ne lui restait que l’adresse et l’espérance, elle s’est trouvée bien des fois sans argent, sans provision et sans nul secours humain !" Aussi, "il est impossible de comprendre les peines et les soins qu’elle prit pour conserver le monastère, n’épargnant nulle dépense pour en venir à bout… et, cela, d’une manière si tranquille qu’on ne la vit jamais chagrine ni de mauvaise humeur."
"Cette admirable abbesse a été 25 ans environnée de la guerre… Il est vrai que la 25e année des troubles, et celle qui fut la dernière, Madame de Juvigny, qui avait toujours exempté son village du logement des soldats, fut obligée d’en souffrir… Elle eut 6 mois entiers les troupes logées sur ses terres"… et dans sa basse-cour. Et, après tant d’épreuves, cette longue occupation fut, pour la communauté, l’une des plus épuisantes, des plus dures et des plus pénibles, car l’abbaye se trouvait alors à bout de ressources, "ayant épuisé tout son revenu" ! Mais, malgré tout, Madame de Livron, fatiguée par la maladie et accablée de disgrâces, faisait face aux adversités héroïquement et avec cette confiance qui ne l'a jamais quittée.
Dans son oraison funèbre, le Père Mathieu, jésuite, devait rappeler : "La guerre, qui a ruiné tant de villes, tant de forteresses, tant de citadelles, n’a pu empêcher qu’elle n’élevât tous ces superbes bâtiments qui paraissent à notre vue et qui jettent nos esprits dans un profond étonnement ! Une fille, avec les revenus d’un monastère exposé à toutes les armées, appauvri par les charités, incommodé par l’entretien d’un grand nombre de dames, affaibli par les gages de tant d’officiers, épuisé par les profusions envers les paysans, presque anéanti par la guerre… une fille, dis-je, avec cela, a pu élever des bâtiments si divers en leur multitude, si solides en leur construction, si étendus en leur longueur, si élevés en leur hauteur, si commodes en leur usage, si pompeux en leur apparence"…
Et Madame de Livron, qui rencontra Mazarin, lors du siège de Montmédy, l’entendit lui rendre cet hommage : "Vous n’avez pu, sans miracle, conserver votre abbaye sur une frontière où elle aurait dû mille fois périr !"

## l'Église abbatiale
- Aspect extérieur

Quels que soient les chemins qui mènent à Juvigny, se remarque toujours de très loin l’abbatiale, imposante église située au centre de l’abbaye, juste à côté du logis de l’abbesse, à l’endroit le plus élevé du couvent. C’est un vaste édifice, assez élevé, en belle pierre dorée locale, à 3 nefs et 2 clochers -sans compter les clochetons-, et aux toitures couvertes d’ardoise et bordées de gargouilles. Tout le vaisseau est éclairé de 18 grandes baies, à vitraux et résilles de plomb, qui inondent les travées de lumière. Cette construction, de 38 m de long sur 15 m de large, de style Renaissance, bâtie aux XVe – XVIe siècles, avait dû remplacer une ancienne église romane, sans doute plus petite, et devait rivaliser avec les plus prestigieuses églises de la région : Notre-Dame de Mont, Notre-Dame d’Avioth, Saint-Nicolas de Marville, Sainte-Agathe de Longuyon, l'abbatiale de Mouzon ou l’abbatiale d’Orval. Comme la plupart des anciennes églises, l'abbatiale est orientée, le chevet tourné vers le soleil levant, tandis que le porche principal, entre les deux tours carrées, regarde le couchant.
- Réconciliation & Restauration des cultes

À l’arrivée de la jeune Gabrielle de Livron, en 1601, au milieu de cette abbaye sans clôture, ouverte à tout venant, l’église était sans doute en assez piteux état et ne devait plus guère résonner de chants, psalmodiés par des moniales qui oubliaient parfois d’être assidues aux offices ! Aussi, le premier souci de la nouvelle abbesse, dès 1609, fut de réconcilier les lieux saints et les autels et "d’orner magnifiquement l’église de son monastère … qu’elle a meublée de tous ces précieux ornements qui la rendent si pompeuse." Scholastique-Gabrielle de Livron-Bourbonne avait une grande dévotion pour "Notre-Dame et son divin fils", ainsi que pour saint Joseph. Elle priait également saint Michel archange, sainte Barbe (invoquée contre "les surprises de la mort subite & des incendies" ; attribuant plusieurs miracles à sa sainte protection) et saint François-Xavier. Elle avait un culte particulier pour saint Benoît, fondateur de l'Ordre, et sainte Scholastique, sa patronne, qu'elle vénérait plus spécialement encore.
- Le maître-autel

Dans le chœur, boisé à 9 pieds de hauteur [3 m environ] et peint en petit gris, orné de tableaux, avec quelques dorures et fermé d'une balustrade de fer, se trouve l'autel principal, une table en forme de commode. Il y a là, à côté, 2 petits prie-Dieu, 6 bancs, 2 banquettes, 2 chaises en garni, une chaire à prêcher portative avec un petit escalier pour y monter, 2 confessionnaux. Un grand Christ au-dessus de l'entrée du chœur, et une lampe pendante en cuivre. Tant qu’exista l’abbatiale, c’est là que se célébraient, tous les ans, un service en mémoire de Madame de Livron et un autre en souvenir des 12 religieuses qui, avec elle, avaient établi la réforme dans le monastère de Juvigny.
- La chapelle de la Vierge

Dans la chapelle de la Vierge, l’Inventaire de 1790 dénombre, entre autres, 7 tableaux sans cadres, 5 avec cadres dorés, une couronne de grains, 30 bouquets de fleurs, une lampe et un chandelier de cuivre, 4 chandeliers de bois doré et 6 de faïence, 2 crucifix de bois, dont l’un est doré, 4 petites châsses de carton couvertes d’étoffe, 4 devants d'autel avec leurs dentelles et 8 nappes presque usées, quelques nœuds de ruban et autres objets sans valeur.
- La chapelle saint-Joseph

La chapelle de saint-Joseph, en 1790, accumule 10 bouquets de fleurs artificielles, 9 tableaux fort vieux, 2 petits cadres dorés, 20 bouteilles de verre et de faïence pour mettre les fleurs, 6 chandeliers en bois doré, 6 autres de cristal et 4 petits en cuivre, une statue de Vierge en pierre, un Christ doré, un grand tapis d’indienne et un petit, 10 petits cadres couverts de papier doré, une petite couronne de grains, 4 nappes et 4 devants d’autel, 2 grands rochets, plusieurs nœuds de ruban et autres colifichets. Cette chapelle semblait une annexe de la sacristie.
- La chapelle du Saint-Sacrement

"Elle fit faire une chapelle exprès pour l’exposition de la divine Eucharistie, dans laquelle elle mit plusieurs tableaux représentant la passion de Notre Seigneur. Au milieu de l'autel est une fenêtre, avec une grille dorée, dans laquelle se fait l'exposition du Soleil à la veuë des religieuses. Tous les ans, au Jeudy saint, on y fait le reposoir du Saint Sacrement…jusqu’au Vendredy saint. Dans les calamités publiques on expose aussi le Saint Sacrement dans cette chapelle et on y fait l’oraison des 40 heures. C’est encore une institution de notre dévote Abbesse qu’il soit exposé le jour de la rénovation des vœux qui se fait à Juvigny le huitième de juin, parce que c’est la fête de la Translation de notre bienheureuse Mère Ste Scholastique."
- La chapelle Saint-Benoît

À côté du chœur, cette chapelle était fermée par une balustrade de bois à hauteur d’appui et boisée, comme lui, de lambris identiques. Elle comprenait un autel, une table en forme de commode avec son marbre, un confessionnal et un pupitre portatifs.
- Culte et Pèlerinage de Sainte-Scholastique

Les occasions de fêter "la grande sainte Scholastique patrone et tutélaire de l’abbaye" avait été multipliées par celle "qui prit le nom de Scholastique lorsqu'elle fit vœu de clôture"… Elle faisait prier devant la châsse contenant ses ossements et, dans les moments de "péril, elle expos[ait] le bras victorieux de cette grande sainte sur l’autel du chœur des religieuses… Elle fit composer une messe propre pour le jour de sa Fête et une autre pour sa Translation… Elle obtint un ordre pour faire chommer la fête de cette grande sainte dans le bourg de Juvigny et dans tous les villages qui appartiennent à l’abbaye. Elle fit composer et imprimer les litanies de sa sainte patrone et obtint la permission de les faire chanter en public, et parce que le pèlerinage de cette sainte est très fameux, outre le livre qu’elle a fait dresser… pour servir à la dévotion des pèlerins, elle a fait encore graver 2 planches pour imprimer ses images et la faire honorer par tout."
- Le Chœur des Dames

Situé entre la grande grille qui sépare la nef du chœur des religieuses et la balustrade de fer qui enferme le maître-autel, le chœur des religieuses, où les dames font l’office, occupe la partie centrale de l’abbatiale. Il y a là, en 1790, un petit orgue avec ses dépendances placé sur une galerie, un lustre de cristal, 9 tableaux fort anciens, de différentes grandeurs, un autel à la grille et 4 missels. Le siège abbatial avec lectroit [dais ?] et les autres sièges forment une boiserie très antique et sans couleur d’environ 9 pieds de haut [3 m] tout à l’entour : c'est là que s'installent les religieuses de chœur, les sœurs converses et les demoiselles pensionnaires, reconnaissables à leur petit couvre-chef blanc. Au milieu, un pupitre, aussi en bois sans peinture, et à l’entrée, un bénitier de marbre rose veiné [qui, acheté lors des ventes de la Révolution, se trouve actuellement à l’église paroissiale].
- La Nef

Entre le porche-Ouest et la grille du chœur des dames, l’espace, pavé de marbre, était réservé au public qui venait assister aux offices ou vénérer les reliques lors des pèlerinages. C’est là que s’assemblait "tout le peuple" ou que prenaient place "toutes les personnes de condition" lors des cérémonies exceptionnelles qui marquaient l’histoire de l’abbaye. C’est là encore qu’étaient inhumés les chapelains ou les personnes de considération. Les abbesses étaient enterrées dans le chœur (recouvertes de chaux, dans des sarcophages de pierre, sous une dalle de marbre noire), les religieuses dans le cloître, en contrebas de la façade Sud de l’église, les pensionnaires et les tourières dans le cimetière intérieur, au chevet de l’abbatiale.
- Parvis, Porche et Clochers

"Dans le parvis en entrant dans ladite église, mentionne l'Inventaire, il s'y est trouvé une cage de bois avec ses cordages pour élever aux vitres et aux voûtes de l'église les ouvriers qui sont obligés d'y travailler." Un bordereau mentionne 8 cloches pesant 2.610 livres, conduites à Metz le 11 août 1792. Il y avait également une horloge, qui fut acquise par la commune et placée dans le clocher de l'église paroissiale où elle fonctionna jusqu'en 1866. Une autre cloche de 150 livres se trouvait dans le chœur des religieuses. C’est cette cloche que la toute jeune novice de 16 ans, Mademoiselle Gabrielle de Livron, lançait à toute volée, comme le lui imposait, entre "cent autres mortifications," son abbesse, Madame de Lenoncourt, qui avait l’habitude "de l’envoyer seule la nuit sonner matines, pour vaincre la peur qui était son faible."
- Les Sacristies et le Trésor

Deux pièces contiguës composaient la sacristie. Dans l’une (qui faisait office de réserve), un grand coffre et 2 grandes armoires contenaient tout le linge d’autel, les vêtements sacerdotaux et les objets de culte (dalmatiques, chapes, chasubles, étoles, manipules, aubes, rochets, surplis, avec ou sans dentelles, calices, habits des enfants de chœur, nappes et ornements d’autels, chandeliers d’étain, de cuivre, de fer blanc). Le "trésor" (contenant les objets en argent, en argent d’Allemagne fort léger, en cuivre doré, cuivre argenté, ou argent sur âme de bois) était enfermé dans une armoire à 4 volets. Il y avait là toute une collection : 9 châsses et 12 reliquaires -en bois pour la plupart-, 6 calices et leurs patènes, 2 ciboires, 2 remontrances à soleil, 2 paires de burettes avec leurs plateaux, 1 aiguière, 6 chandeliers d'argent, 5 en argent d'Allemagne et 32 de cuivre argenté, 2 lampes, 2 encensoirs avec leurs navicules, 2 bénitiers portatifs, 4 croix et 1 croix de procession. La pièce la plus étonnante ici était "le cor de Charlemagne que l’on dit fait avec la seule dent d’un éléphant." C’est cette première sacristie qu’avaient d'abord visitée les officiers municipaux chargés de faire l’Inventaire en 1790. Elle était éclairée par un lustre de cristal... Dans l’autre pièce, où chapelains, enfants de chœur et sacristain se tenaient habituellement, tout un mur était occupé par une armoire, à plusieurs volets, servant de boiserie. Il y avait là une espèce de buffet servant de table, où l’on pose les ornements dont les prêtres s’habillent pour les saints offices. Il y avait là également une petite fontaine d’étain pour laver les mains, un porte-essuie-mains de bois, 2 très vieilles chaises couvertes de tapisserie, 2 réchauds de fer portatifs, 7 vieux tableaux, 2 éteignoirs à cierges, 2 missels.
- Offices et Prières

Très tôt, Madame de Livron avait rétabli les horaires des prières qui devaient rythmer la vie des moniales, et, dès avant 1616, avait interdit les visites : « l’entrée du cloître n’était même permise aux femmes que lorsqu'elles avaient des proches parentes dans la Communauté », et à condition « [d’]en excepter les heures du divin Office qui se disait exactement ». Les 12 heures de jour ou les 12 heures de nuit s’allongeaient et se dilataient ou se rétractaient et raccourcissaient selon les saisons, été ou hiver. Mais les horloges allaient bientôt codifier plus strictement les horaires. Dès 3 heures du matin, au lever, retentissaient les Matines, puis suivaient les Laudes à 6 heures, Tierce à 9 heures, Sexte à midi, None à 15 heures, Vêpres à 17 heures et Complies le soir, au coucher. À cela s’ajoutait la célébration de la messe, dans la matinée. Comme la nouvelle abbesse avait interdit tout instrument de musique pour donner de l’éclat ou du relief aux cérémonies, les orgues devaient rester muettes et les religieuses psalmodiaient, seules désormais, 7 ou 8 fois par jour, les prières qui résonnaient sous les voûtes et faisaient chanter l’abbatiale.

## Le monastère
- Maison, Maçons & Maître-Maçon

Pendant les 30 ans de tranquillité du début du XVIIe siècle, toute la région profite du répit des guerres pour réparer, remparer et bâtir : Montmédy, Marville et Saint-Jean, Jametz, Louppy et Hugnes, Juvigny et Stenay se couvrent de chantiers. Il est probable que l’abbesse ait choisi le maître-maçon Guyot Roussel pour réaliser les travaux qui devaient totalement rénover l’ancien monastère de Juvigny. Cet entrepreneur s’activait alors à la construction de l’église de Jametz en 1608 ; il fortifiait la ville de Stenay, y construisant sa citadelle, entre 1600 et 1635, et y bâtissait le couvent des Minimes, de 1617 à 1619 ; de plus, sur la demande de son gouverneur, Simon de Pouilly, ce sont ses maçons qui élevaient, à la même époque, le château si considérable de Louppy, tandis que la maison-forte de Hugnes se modernisait aussi.
- Le Portail d'entrée

On accédait au monastère par une énorme porte fortifiée (où s’ouvrait une porte cochère accolée à un petit guichet pour les piétons) en passant sous la voûte d’une entrée gardée par le portier-sacristain, logé ici, dans l’une des 2 énormes tours jumelles, qui formaient arcade entre elles, et qui semblaient bâties là depuis toujours. Et l’on débouchait sur une première cour, ornée en son centre d’une fontaine avec bassin, vasque et jet d’eau. De part et d’autre, des bâtiments de service obliquaient jusqu'au portail d’entrée et y aboutissaient. Et, juste en face, s'élevait la façade Nord de l'imposante église abbatiale.
- La Basse-Cour

Un trottoir longeait les habitations des domestiques, et en passant sous un porche, on débouchait sur une seconde cour fermée, toute ceinturée de bâtiments : la basse-cour alignait des constructions, toutes identiques, qui couraient sur tout le périmètre de la cour, présentant ainsi une immense façade ponctuée d’une suite de petites portes voûtées, encadrées de lucarnes, et surmontées à intervalles réguliers de gerbières donnant sur les fenils situés juste sous les toits de tuiles rondes. Et tout se répétait sur tout le pourtour, avec une symétrie parfaite, sans doute parfois interrompue par de grandes portes de grange en arcade. Il y avait là, les cuisine et forges, différents ateliers (maréchalerie, bourrellerie, charonnerie), des granges et des caves pour les récoltes, les étables et les écuries pour les chevaux, la remise à carrosse (Madame l’abbesse devait souvent se déplacer même « lorsque la pluie et la neige l’incommodaient notablement… et quoique elle fut quelquefois obligée de passer en des endroits où le péril était manifeste à cause des gens de guerre qui courraient le pays »)… Cette cour était toujours très animée. En été, y jouaient les enfants des domestiques dans un encombrement de chariots de foin et de meules de paille, et « il arriva …au temps de la moisson, qu’un enfant jouant dans la court, il mit le feu à un tas de paille, qu’il trouva proche des granges » …Heureusement, "2 valets,… voyant la flâme, apportèrent un prompt remède pour l’éteindre !" C’est dans cet endroit que les reîtres de Forkatz avaient tenu leur garnison durant 6 mois ; c’est là encore, lors du siège de Montmédy, qu’avaient dû stationner 6 mois des détachements de soldats, qui réquisitionnèrent aussi des logements chez l’habitant.
- Le logis abbatial

Construit à l’endroit le plus élevé, le logis abbatial était le bâtiment le plus remarquable du monastère : le rez-de-chaussée n’était qu’une galerie à arcades, qui offrait un passage ouvert et couvert entre l’église et le bâtiment des hôtes… et que surplombait un unique étage où s’alignait une série de fenêtres à meneaux et vitraux, prenant appui sur un bandeau grassement mouluré qui traversait tout le bâtiment, rompant son austérité, l’animant d’ombre et soulignant la belle géométrie de l’ensemble… La toiture d’ardoise s’enjolivait d’un élégant clocheton central, qui n’était plus que le lointain souvenir de la tour ou du donjon seigneurial mais qui rappelait pourtant que l’abbesse était maîtresse des lieux et Dame de Juvigny. Une série de lucarnes, dans l’axe des arcades et des fenêtres, redonnait un peu plus de verticalité et d’élan à cette maison agréable et jolie, beaucoup plus longue que haute et hautaine.
- Les cloîtres

Les bâtiments formaient différents quartiers : ainsi, « les malades ont leur chapelle, leurs chambres, leurs galeries, » tout comme les pensionnaires, les sœurs converses, les novices et les religieuses de chœur, qui vivaient, toutes, dans « des lieux propres à leur emploi, » avec cours et cloîtres. En contrebas de l’abbatiale, exposé au soleil de midi, autour d’un jardin (de 20 mètres de côté) partagé en 4 autres jardins carrés, le grand cloître à arcades, là où il s’adossait à l’église, était dallé d’une rangée de tombeaux. Dans cet endroit, voué au calme et propice à la méditation, des livres de piété étaient entreposés dans une petite armoire de cloître, précieuse et rare. Les 2 volets peints de ce petit placard mural (ou 'armarium') s’illustraient de variations sur le thème des nourritures spirituelles, avec les scènes de « Sainte Anne enseignant la Vierge » et du célèbre « Miracle de la Lactation », la Vierge, mère mystique, allaitant d’un jet de lait, qui giclait, un saint Bernard de Clairvaux en extase.
- Le chapitre

Dans l’aile Ouest, occupant tout le rez-de-chaussée, la salle capitulaire, appelée "ouvroy", immense chambre où se réunissait la communauté au complet, pavée en pierre jaune de Verdun, d’un grain très fin, brillante et bien cirée, avec de beaux plafonds à poutres, solives et caissons, assemblés à la mode française, et, aux deux bouts de la pièce, en vis-à-vis, alors garnies de leurs tableaux, deux cheminées monumentales pour réchauffer des lieux aux murs couverts d’une boiserie simple de couleur grise et qui garantissait du froid. Outre deux commodes, une armoire de bois de chêne et une petite pendule à boîte, il s’y trouvait un fauteuil de moquette et 50 petits tabourets de bois pour les religieuses. Un Christ et un tableau complétaient le décor. C’est là que se débattaient les affaires concernant la maison et que l’abbesse consultait ses moniales. Les religieuses vocales (professes de chœur et mères) exprimaient leur vote, en mettant dans une boite une fève pour un consentement ou un pois pour un refus.
- Le Réfectoire

Exposé au Sud, à côté de la salle du chapitre et jouxtant les cuisines, avec son carrelage de terre cuite, le réfectoire, vaste, avec un Christ et une petite statue au bout haut des tables des religieuses, qui y ont un couvert de buis et une tasse de faïence, avec chopine et assiette d’étain. De la vaisselle utilisée par les moniales au XVIIIe siècle, il subsiste encore un bouillon, orné de guirlandes de fleurs, en faïence des Islettes, composé d'une écuelle avec son couvercle et sa soucoupe, et témoignant du goût des Dames pour leur service de table. Il y a là aussi une boiserie simple peinte en gris, qui isole des murs froids, et quelques tableaux. Une chaire en bois, même couleur, où se fait la lecture pendant les repas. À la mauvaise saison, pour réchauffer la pièce, fonctionnait là un fourneau avec ses buses, selon l'Inventaire. Partout les plafonds sont à la française. C'est là qu'il n'était pas rare de voir Madame de Livron, en signe de pénitence, "prendre sa réfection par terre". C'était, à cette époque, le genre de mortifications que s'imposaient les religieuses qui désiraient s'humilier.
- Les Cellules

Des escaliers de pierre menaient à l’étage où couraient les 59 cellules du dortoir, avec plancher de chêne et plafond à la française, sobrement meublées d’un lit, d’une table avec son tapis, d’une armoire et d’un prie-Dieu avec crucifix et bénitier, deux tabourets et une chaise de paille. Madame de Livron "désirait beaucoup que les filles prissent le même esprit et que nulle d’entr’elles ne parût singulière en quoi que ce pût être. Elle régla ce qu’elles devaient avoir dans leurs cellules, voulant qu’elles fussent garnies de même façon, jusqu’à leur donner à chacune un tableau pareil, à savoir Jésus, Marie & Joseph, avec quelques images de papier. Ailleurs on laisse la liberté de choisir les objets de sa piété ; à Juvigny tout est semblable." La garde-robe des religieuses se composait d’une tunique, d’une robe, une ceinture, un petit scapulaire, un manteau, un voile blanc, une guimpe, un bandeau, un bonnet… et d’un inséparable chapelet. À cela s’ajoutait l’habit de chœur : le voile noir, le grand scapulaire et la coule.
- Le Pavillon des Hôtes.

Situé dans le Quartier des Étrangers, le Pavillon des Hôtes comprenait le grand parloir extérieur, les appartements de réception et les chambres, au nombre de 15, destinées aux visiteurs, aux confesseurs et aux chapelains, ainsi qu’au prévôt de Bezonvaux quand il se déplaçait à l’abbaye. Ce bâtiment se trouvait juste en face du porche et des tours de l'église à laquelle on accédait par la galerie qui courait sous le logis abbatial.
La chambre de Monseigneur était la plus luxueuse (c’est là que demeurait Msgr de Hontheim quand il séjournait à l’abbaye ; son secrétaire logeait à côté de lui). La pièce, avec plafond à la française, plancher de chêne, était meublée d’un lit à la duchesse à rideaux verts, paillasse, lit de plume, 2 matelas, avec traversin et couverture de laine piquée ; commode avec son marbre, surmontée d’un moyen miroir ; table garnie de son tapis d’indienne ; 3 grands fauteuils et 7 petits garnis de tapisserie ; 1 ancienne tapisserie de laine point piqué main ; 2 petits tableaux à cadre doré ; 2 paires de rideaux de mousseline pour les fenêtres ; cruche, cuvette et pot de nuit en faïence ; 2 chenets de fer battu garni en cuivre, 1 pelle à feu, 1 pince, 1 petit soufflet garnissaient la grande cheminée de pierre qui chauffait et éclairait les lieux.
C’est le grand parloir qui servait de salle-à-manger : c’était une vaste pièce boisée et peinte en petit gris avec armoire dans le mur fermant à 2 volets ; table de marbre avec son pied de bois ; 1 douzaine de chaises couvertes de paille et 2 autres vieilles chaises garnies de cuir ; 1 fourneau de fer avec ses buses ; à l’entrée de ladite salle, 6 tables de différentes grandeurs avec leurs pieds ; plafond à la française et plancher de chêne, comme partout.
- Le Bâtiment des Pensionnaires

Madame de Livron prenait également en pension dans son abbaye 20 à 25 jeunes filles de la noblesse pour leur donner de l’instruction. Elles étaient sous la surveillance d’une maîtresse des écolières et d’une sous-maîtresse. Leurs chambres, semblables aux cellules des moniales, se situaient dans le prolongement du Pavillon des Hôtes, mais en étaient séparées par des grilles et le parloir où se rendaient les religieuses qui recevaient de la visite. Ces écolières avaient leur cour et une galerie qui leur permettait d’aller à l’abbatiale pour assister à certains offices, quoiqu'il y ait pourtant dans les différents bâtiments claustraux des chapelles.
- L'Hôpital

À l’extrémité Sud-Ouest, proche de la haute muraille crénelée, s'isolait l’Hôpital, conçu "pour ces sortes de maux contagieux qui arrivent quelquefois." Il était construit à l’écart des bâtiments conventuels, au-delà des jardins et des vergers, comme une sorte de lazaret, pour éviter que les malades en quarantaine, ainsi installées à demeure dans leurs logements, ne contaminent le restant de la communauté. Cette maison, coiffée d’une toiture d’ardoise très abrupte, datée de 1629, reste aujourd'hui la seule intacte des grandes constructions destinées aux moniales de l’abbaye.
- La Buanderie-Pharmacie-Distillerie

Au Sud-Est, à proximité du bâtiment des religieuses de chœur, dans le Verger de la Blancherie, en contrebas d’une muraille percée d’une porte voûtée, s’étalait un important édifice construit de plain-pied et où arrivait l’eau : c’est là qu’étaient installées la buanderie-lavanderie, pleine de cuveaux, et la pharmacie qui débouchait sur un jardin botanique bien abrité, où poussaient les herbes médicinales. La pharmacie contenait 107 pots de faïence plus ou moins grands et 200 bouteilles "où sont les remèdes pour l’usage de la maison et le soulagement des pauvres". À côté, une distillerie, laboratoire avec ses fourneaux, alambics, chaudrons, serpentins et cornues, qui servait à la fabrication de l’alcool, des eaux-de-vie, salutaires et si bien nommées, ou de l’esprit-de-vin pour purifier plaies, pustules et tumeurs. Et la ciergerie où l’on fondait la cire, récoltée dans les ruches, pour façonner cierges, chandelles et bougies.
- Le Verger de la Blancherie

À l’extrémité Sud-Est, tout entouré de murailles, à proximité de la pharmacie, le Verger de la Blancherie devait être le lieu où séchaient les lessives, après rinçage, et où blanchissaient sur pré draps, tissus et toiles fabriqués par les moniales qui travaillaient, filaient et tissaient laine, lin ou chanvre. Tout en contrebas, près du bâtiment des latrines (où dans des égouts s’évacuait vers la rivière le trop-plein des eaux), était creusé le grand bassin de la Carpière, vivier-réserve de poissons. De plus, l’abbaye avait les 5/6es de la pêche à Juvigny ainsi que des droits de pêche et de chasse à Saint-Laurent.
- La Bergerie

La bergerie était une grande bâtisse présentant, sur sa façade principale, côté rue, 2 grandes portes voûtées auxquelles répondaient, au fond du bâtiment, 2 autres portes voûtées plus petites, flanquées de lucarnes. L’inventaire de 1790 y dénombre alors 200 moutons et 130 agneaux. Il y avait, là aussi, grange, fenil et logis du berger. À l’arrière, un hangar (pour stocker et trier la laine après la tonte ?) à proximité de la Fontaine de la Buerie et d’une autre lavanderie pour laver plusieurs fois la laine triée, avant de la démêler, de la carder, la peigner puis la filer. Ces vastes et belles bergeries ont été détruites il y a peu et il n'en subsiste plus aujourd'hui qu'une maison d'habitation passablement remaniée.
- La Vacherie & la Lapinerie

En 1790, lors de l’Inventaire, ces bâtiments (qui existent toujours, mais considérablement remaniés, avec ses anciens fenils transformés en logements) bordaient la grand’rue et abritaient 15 vaches, 5 génisses, 1 veau, 3 bœufs, 3 taureaux (qui étaient banaux). Ce qui faisait que l’abbaye, avec les 8 chevaux des écuries de sa Basse-Cour, possédait, pour l’époque, une ferme plutôt considérable. Jouxtant la vacherie, une petite construction, la lapinerie (aujourd’hui disparue), contenait les clapiers.
- Chiennerie & Porcherie

À proximité de la fontaine de la Buerie et de sa lavanderie, la porcherie logeait 42 porcs. Nourriture traditionnelle (puisque "dans le cochon, tout est bon."),ce fut longtemps la seule viande de conserve, consommée séchée, fumée, salée. À l'extrémité de "l'écurie des porcs", se trouvait un chenil pour les chiens, confiés au berger et au bouvier de l'abbaye et destinés dans la journée à la garde des troupeaux car il n’y avait guère de clôtures dans les champs : les moutons paissaient sur les chaumes ou les friches, les chèvres et les pourceaux pâturaient aussi dans les bois, et les vaches étaient toujours surveillées dans les prés.
- La Brasserie

Toujours à proximité de la fontaine de la Buerie, se trouvait le bâtiment de la brasserie, avec les habituelles portes voûtées plein cintre au rez-de-chaussée et les petites fenêtres typiques à l'étage. Aujourd'hui méconnaissable, cette construction, qui a pourtant gardé son volume d'origine, a été transformée en maison d'habitation. Avec le vin, mais dans une bien moindre quantité, la bière était l'autre breuvage produit sur place, depuis les temps les plus anciens. Le houblon était utilisé dans la pharmacopée ou lors du brassage de la bière à l'abbaye qui possédait également une belle houblonnière qui, lors de la dispersion des biens monastiques, à la Révolution, se vendit 1 000 Francs.
- le four à chaux

Entre la bergerie, la porcherie et la brasserie, à proximité de la fontaine de la Buerie, se trouvait le four à chaux. C'est là qu'était produite la chaux vive, qui, une fois éteinte, était utilisée pour badigeonner les murs des loges aux animaux, et dont on remplissait les sarcophages de pierre où reposaient les corps ensevelis dans l'abbatiale ou la galerie du cloître. La chaux entrait aussi dans la composition du mortier de maçonnerie lors de tous travaux d'entretien. Ces tâches devaient être dévolues au "racaillon" ("couvreur", en patois lorrain), sorte de factoton, qui remaniait, remplaçait et réinstallait tuiles et ardoises des toitures qu'il réparait et sur lesquelles il veillait.
- Le Pressoir et les remises

Un vieux pressoir, banal, aux dimensions impressionnantes, et détruit fin XIXe siècle, occupait une grande partie des communs, qui rejoignaient l'énorme porte d'entrée. C'est là que venaient tous les vignerons du village pour y presser leur raisin, l'abbaye percevant à leur passage la dîme du vin. Ces granges et remises étaient encombrées de cuveaux, tonneaux, barriques et bouteilles. Les vignes de Juvigny étaient de loin les plus importantes de toute la région et celles de l'abbesse occupaient la majeure partie de la côte abrupte exposée au Midi, juste en face de la Porterie. Une inscription gravée sur une plaque de plomb, retrouvée dans les fondations d'un des murs des terrasses où s'étageait son vignoble, nous renseigne : "I[ésus] M[arie] I[oseph] une croix B[enoît] S[cholastique]. Ces vignes plantées depuis environ 600 ont été rétablies et augmentées de sept arpens et entourées de murailles l'année 1734 par la très haute et très puissante Dame Madame Alexis Magdelaine de Vassinhac Imécourt Abbesse de la Maison Roialle de Juvigny." La vente de ce clôs, à la Révolution, produisit 19 000 Francs.
- La Bûcherie

En bordure du jardin potager et à proximité des bâtiments conventuels, la Bûcherie, orientée Nord-Sud, était un abri couvert de tuiles rondes, assez long, étroit et peu élevé, où était entreposé le bois de chauffage (bûches, bois de corde, charbonnette), et où s’entassaient, déjà au temps de Madame de Livron-Bourbonne, "deux milliers de fagots" ! Une partie de ce petit bâtiment existe toujours aujourd'hui.
- La Ménagerie

C’était, pour les animaux de basse-cour, un vaste espace situé au Nord du jardin potager, à l’abri de la grande muraille de 6 mètres, contre laquelle étaient exposés des arbres en espalier à la pleine chaleur du soleil. Au centre s’élevait un grand colombier hexagonal, plein de boulins réservés à l’élevage des pigeons, dont la chair fine était fort appréciée. Les 2 poulaillers, plus petits et de peu de hauteur, abritaient la volaille (200 poules et 30 coqs, selon les chiffres de l’Inventaire). "La durée des troubles ayant épuisé tout son revenu, [Madame de Livron] se trouva obligée d’établir une [autre] ménagerie dans une de ses terres qui est proche de Verdun," à Bezonvaux, car les troupes, en garnison dans les bâtiments de la Basse-Cour du couvent, avaient tout dévoré !
- Le bâtiment des fours

C’est le seul bâtiment qui n’ait pas été construit par Madame de Livron. Au XVIIIe siècle, par mesure de sécurité sans doute, Madame Alexis-Madeleine de Vassinhac-Imécourt entreprend la construction de cet édifice, dont il reste plusieurs photos des XIXe et XXe siècles. Racheté en 1858 par le comte d’Imécourt et donné aux Frères de la Doctrine, il devint l’aile Ouest du Pensionnat de Juvigny, côté cour d’honneur (l’autre aile, côté Est, en tout symétrique, était sa copie faite en 1877 presque à l’identique). Malheureusement, le bâtiment prit feu en 1903 et, une fois ruiné, fut abattu. La façade Nord de ce bâtiment, aujourd’hui disparu, était ornée de 3 niches (privées de leurs statues sur la photo) : en haut, une Vierge à l'enfant entourée de 2 anges en adoration, agenouillés sur les consoles, et, de part et d'autre de la porte, saint Benoit et sainte Scholastique. On y accédait par un perron avec porte centrale encadrée de 2 fenêtres et surmontée de cette inscription : "Madame Marie Alexis Madeleine de Vassinhac Imécourt m’a fait faire l’année 1746 sous la conduite de M. Simon Maucomble confesseur de cette abbaye." Au-dessus, dans un écu losangé, figuraient les armes de sa famille : d’azur à la bande d’argent bordée de sable.

## Les bâtiments externes
- La Maison des Prévôts

Située juste en face de l’entrée de l’abbaye, c’était une imposante bâtisse exposée aux 4 soleils. Couverte d’une immense toiture de tuiles rondes traditionnelles, avec de belles façades équilibrées, percées sur 2 niveaux de hautes fenêtres à meneaux et croisillons, qui s’appuyaient sur 2 bandeaux de pierre moulurée, ceux-ci marquant les différents niveaux de la maison. Ces grandes baies se répartissaient de part et d’autre d’une porte centrale voûtée qui donnait sur un perron. Le couloir médian qui débouchait sur le jardin, donnait au rez-de-chaussée sur 8 grandes pièces avec cheminées, planchers et plafonds à la française. L’étage était également occupé par une dizaine de pièces qui se commandaient. Sous le toit, un vaste grenier et en sous-sol une immense cave voûtée, spacieuse, traversait tout le bâtiment. Si cette construction a gardé, à travers les siècles, son volume d’origine, les 4 façades et les logements d’habitation, en revanche, ont été considérablement modifiés et vandalisés au point que ce beau bâtiment en est devenu méconnaissable. C’est là que demeuraient les Prévôts, officiers de l’abbesse, qui administraient les biens de l’abbaye, recevaient les impôts, jugeaient des différends et prononçaient les sentences, en exerçant une fonction qui les anoblissait. Là vivaient également leur famille et leurs serviteurs. Les communs occupaient des bâtiments voisins.
- La Maison des Chapelains

Juste en face des jardins et du grand verger des Prévôts, et en contrebas de leur maison, dans la très ancienne Ruelle des Vignes, Madame de Livron avait fait construire, en 1634, la Maison des Chapelains. Située au fond d’une petite cour commune, elle reste un exemple rarissime de maison jumelée de cette époque, avec ses 2 logements construits de façon totalement symétrique à partir de l’axe médian central : même nombre de pièces, mêmes escaliers de pierre, mêmes cheminées, mêmes charpentes, mêmes dispositions de fenêtres, de lucarnes et de soupiraux, mêmes caves et mêmes greniers, qui, d’un logis à l’autre, se répondent de manière identique mais inversée. Au rez-de-chaussée, la cuisine avec son âtre et la boiserie d’un grand placard mural voûté plein cintre ; au sol, plancher de chêne, hormis un pavage de carreaux rouges en terre cuite devant la cheminée et, sur 1,50 m de large, le long du mur où est l’évier sous la fenêtre donnant sur la rue ; à côté, la salle-à-manger avec son placard de taque, et, la jouxtant, une petite dépense étroite où sont resserrés les provisions et autres ustensiles de ménage. À l’étage, une chambre à feu et une autre sans cheminée ainsi qu'une petite pièce servant de garde-robe. À la cave, un four-à-pain et le puits. Façade extérieure, au centre, les 2 portes d’entrée voisines donnaient sur un perron commun, auquel on accédait par 5 marches en retour d’équerre. De part et d’autre et au-dessus, s’ordonnaient de petites fenêtres à vitraux dans leurs résilles de plomb, protégées de barreaux de fer qui donnaient à la construction l’aspect d’une maison-forte. Celles de l’étage s’appuyaient sur des modillons sculptés sous une large corniche grassement moulurée. À l’extrême gauche et à l’extrême droite, 2 niches à coquille abritaient saint Benoît et sainte Scholastique. Au centre et sous le toit de tuiles rondes, un cartouche où se détachaient en relief les armes de Madame de Livron et la date de construction. Malheureusement, depuis sa vente à la Révolution, les armoiries ont été soigneusement martelées et grattées, les statues ont disparu …et certains propriétaires se sont acharnés, jusqu'à une époque récente, à modifier et vandaliser cette construction d’un équilibre et d’une harmonie exemplaires.

## Les affres de la Révolution
Contrairement à de nombreuses abbayes où erraient quelques moines égarés au milieu d’incroyables bâtiments vides et d’immenses propriétés disproportionnées, le monastère de Juvigny, à la fin du XVIIIe siècle, abritait encore une communauté vivante, fervente et forte de 50 moniales, sans compter les confesseurs, chapelains et serviteurs.

## de quelques nonnes et d'autres
Parmi les personnalités qui ont vécu quelque temps dans les murs de l'abbaye, peuvent être citées :
La 19e enfant de Marc de Beauvau-Craon, Prince de Craon et du Saint-Empire, Grand d'Espagne, Chevalier de la Toison d'Or, Grand Écuyer de Lorraine, Grand Duc de Toscane et Marquis d'Haroué, sa fille : "Gabrielle-Charlotte née le 29 octobre 1724, Chanoinesse de Remiremont en Lorraine, religieuse en l’abbaye royale de Juvigny en Clermontois, près de Stenay, & nommée abbesse de Saint Antoine de Paris le 28 septembre 1760, dont elle a pris possession le 24 janvier 1761." En effet, cette religieuse quitta la prébende si enviée de chanoinesse de Remiremont pour entrer comme simple moniale dans le cloître de Juvigny au mois d’Août 1743. Le 26 septembre 1761, le roi Louis XV lui donna la riche abbaye de Saint-Antoine. À la dispersion des ordres religieux (suppression votée le 13 février 1790), elle se réfugia chez son frère, le maréchal de Beauvau et y vécut paisiblement pendant la Révolution en compagnie de sa nièce, la princesse de Poix et de Saint-Lambert. Le chevalier de Boufflers, neveu du maréchal, qui devait prononcer l’éloge de cet oncle, témoigna d’elle alors en ces termes : "Oserai-je parler d’une sœur consacrée au Ciel dès son enfance, qui, après avoir longtemps caché son esprit supérieur et une raison admirable dans l’ombre d’un cloître, s’est vu forcée de chercher asile chez le plus aimé des frères et d’y laisser entrevoir au monde un mérite étonné d’être aperçu ?" Elle mourut en 1806.
Justine-Wilhemine-Françoise de Hontheim, née en 1745 au château (?) de Montquintin (aujourd'hui en Luxembourg belge) et décédée à Trèves en 1796. Entrée toute jeune au couvent et prenant l'habit à 13 ans, en 1758, elle choisit le nom en religion de "Fébronia". C’était la nièce de Monseigneur Jean-Nicolas de Hontheim, suffragant de Trèves, célèbre à l’époque pour ses écrits, qu’il signait du pseudonyme de "Justinus Fébronius", allusion à peine voilée à Justina Fébronia von Hontheim.
Monseigneur de Hontheim faisait de fréquents séjours à l’abbaye. Il reste de lui 2 dalles funéraires (l’une à Trèves, en marbre noir ; l’autre, due à son neveu, et située dans l'église de Montquintin) avec épitaphes en lettres majuscules et rédigées en latin.
Élisabeth de Vassinhac-Imécourt, religieuse à Juvigny au XVIIIe siècle, eut, comme première abbesse, Alexis-Madeleine, sa sœur aînée, et comme seconde abbesse, Louise-Victoire, sa sœur cadette : à elles deux, celles-ci totalisèrent presque un siècle de gouvernement ! Elle avait également une autre sœur, religieuse à Saint-Pierre-les-Dames de Reims.

## Album photos

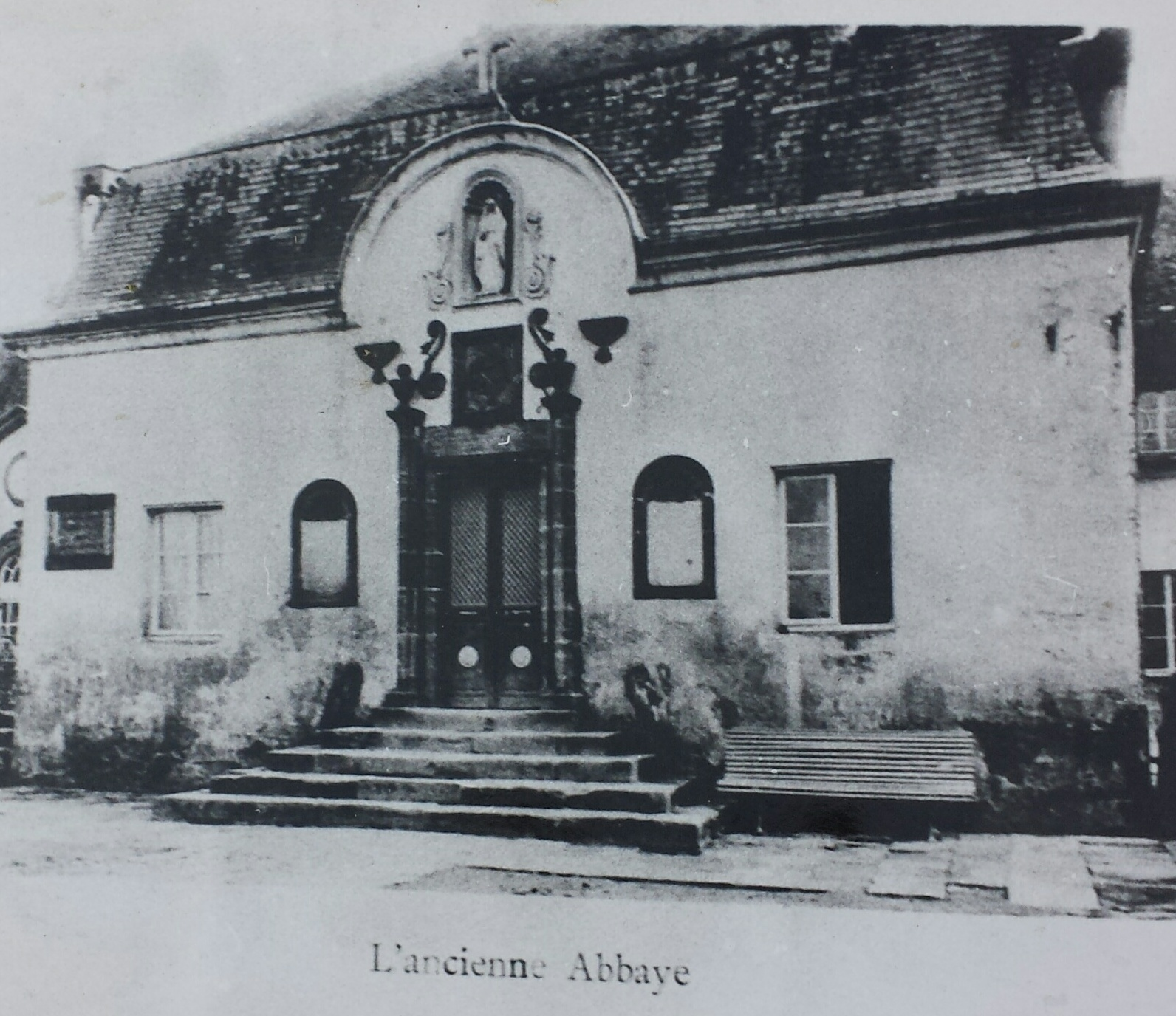
Le bâtiment des Fours construit par Madame de Vassinhac-Imécourt.

### Sources et bibliographie
- Le Pouillé de Verdun
- Bulletins du 19e siècle du Pensionnat de Juvigny sur Loison.
- Michel de la Torre, Guide de l'art et de la nature, Meuse, Berger Levraut, 1982.
- Le Patrimoine des Communes de Meuse, Flohic Éditions, 1999, p. 684-687.
- Bulletin de la Société des naturalistes et archéologues du Nord de la Meuse (1958) : La provenance du calice gothique de Merscheid (pages 51–52) par Pierre Kremer.
- Jacqueline Bouette de Blémur : "Éloge de feüe Madame Scholastique-Gabrielle de Livron-Bourbonne, abbesse et réformatrice de l'abbaye Sainte-Scholastique de Juvigny, décédée le 9 de juin 1662"
- "La Grande Réparatrice : discours funèbre prononcé à l'anniversaire de feuë Madame Scholastique Gabrielle de Livron, abbesse de Juvigny, dans l'église de l'abbaye de Juvigny, le onzième de juin 1663, par François Matthieu, Jésuite." imprimé à Reims chez Vve Jean Bernard.
- Edmond Martène & Ursin Durand : "Voyage littéraire de deux religieux bénédictins de la congrégation de Saint Maur" MDCCXVII (1717).
- Histoire de Jonvelle-Bourbonne. Wikisource. Histoire de la seigneurie de Jonvelle et de ses environs. Abbé Coudriet & Abbé Chatelet. Article : Bourbonne.
- Pays de Stenay : patrimoine religieux.
- La Meuse et les Guerres. Tome 1 : Des origines à la Révolution. Dossiers Documentaires Meusiens n° 33
- Histoire de la Maison Royale de France et des grands officiers de la Couronne.
- Dictionnaire de la noblesse contenant les généalogies, l'histoire et la chronologie des familles nobles de France. Paris MDCCLXXI (1771).
- Mgr Ch. Aimond : Juvigny-les-Dames ou sur Loison, son histoire, son abbaye royale, son pèlerinage de Ste-Scholastique, son pensionnat. Imp. St-Paul, Bar-le-Duc, 1er trim. 1965. N° I-65-522.
- Dom Jacques Hourlier : Sainte Scholastique et Juvigny-sur-Loison. Imprimerie Saint-Paul 55001 Bar-le-Duc. Dépôt légal 2e trim. 1974. N° III-74-535.
- Plan du Domaine National de la cy-devant Abbaye des Religieuses de Juvigny au 14/10.000e dressé pour la vente des terrains (Ventôse An 7 de la République); Département de la Meuse, Canton de Jametz, Commune de Juvigny.
- extraits de l'Inventaire de l'abbaye de Juvigny : 1790 ce jourd'hui 22 juin.
- anciens cartulaires de l'abbaye de Juvigny, début du XVIIe siècle, contemporains de Madame de Livron.
- Gravure XIXe siècle (réalisée d'après une peinture représentant l'abbesse de Juvigny, de Vassinhac-Imécourt, en pied, avec vue cavalière de l'abbaye, côté Sud).
- Carte-Plan des environs de Montmédy, dressée par Villeneuve en 1700 (et correspondant à peu près à l'actuel canton de Montmédy).